# Benjamin Murat
Pour les articles homonymes, voir Murat.
Benjamin Murat, né en 1976, est un compositeur de musique de scène. Fils du metteur en scène Bernard Murat, il a travaillé pour le Théâtre des Mathurins, le théâtre Édouard VII, et le Ciné 13 Théâtre à Paris.
Il a reçu le prix Nouveau Talent Musique de la SACD en 2005.

## Théâtre

### En tant que comédien
- 2001 : Emy’s view de David Hare, mise en scène Bernard Murat, Théâtre Hébertot